# Vilagarcía de Arousa
Vilagarcía de Arousa è un comune spagnolo di 37 783 abitanti situato nella comunità autonoma della Galizia, affacciantesi sulla “Ria de Arosa”.
 
Da esso deriva il nome della SEAT Arosa.